# Bothaville
Bothaville est une ville agricole située près de la rivière Vaal dans le district de Lejweleputswa de la province de l'État libre, en Afrique du Sud. 

## Géographie
Bothaville est située à 60 kilomètres à l'est de la Vaal, sur la rive de son affluent, la rivière Vals (en).

## Histoire
Fondée en 1891 autour d'une église sur une partie de la ferme Gladedrift, le site appelé Botharnia à l'origine est rebaptisé Bothaville en 1893, d'après Theunis Louis Botha qui avait le propriétaire à l'origine de la ferme.

## Population
Bothaville compte 4 152 habitants (recensement de 2011).
Bothaville et le canton adjacent de Kgotsong comptent au total quelque 46 000 habitants.

## Agriculture
Bothaville est située au centre du triangle du maïs et est donc entourée de vastes champs de maïs, certains irrigués par les rivières Vals et Vaal. 
Les autres activités agricoles sont le mouton, le tournesol, le blé et les arachides.